# Isogyre-Pumpturbine

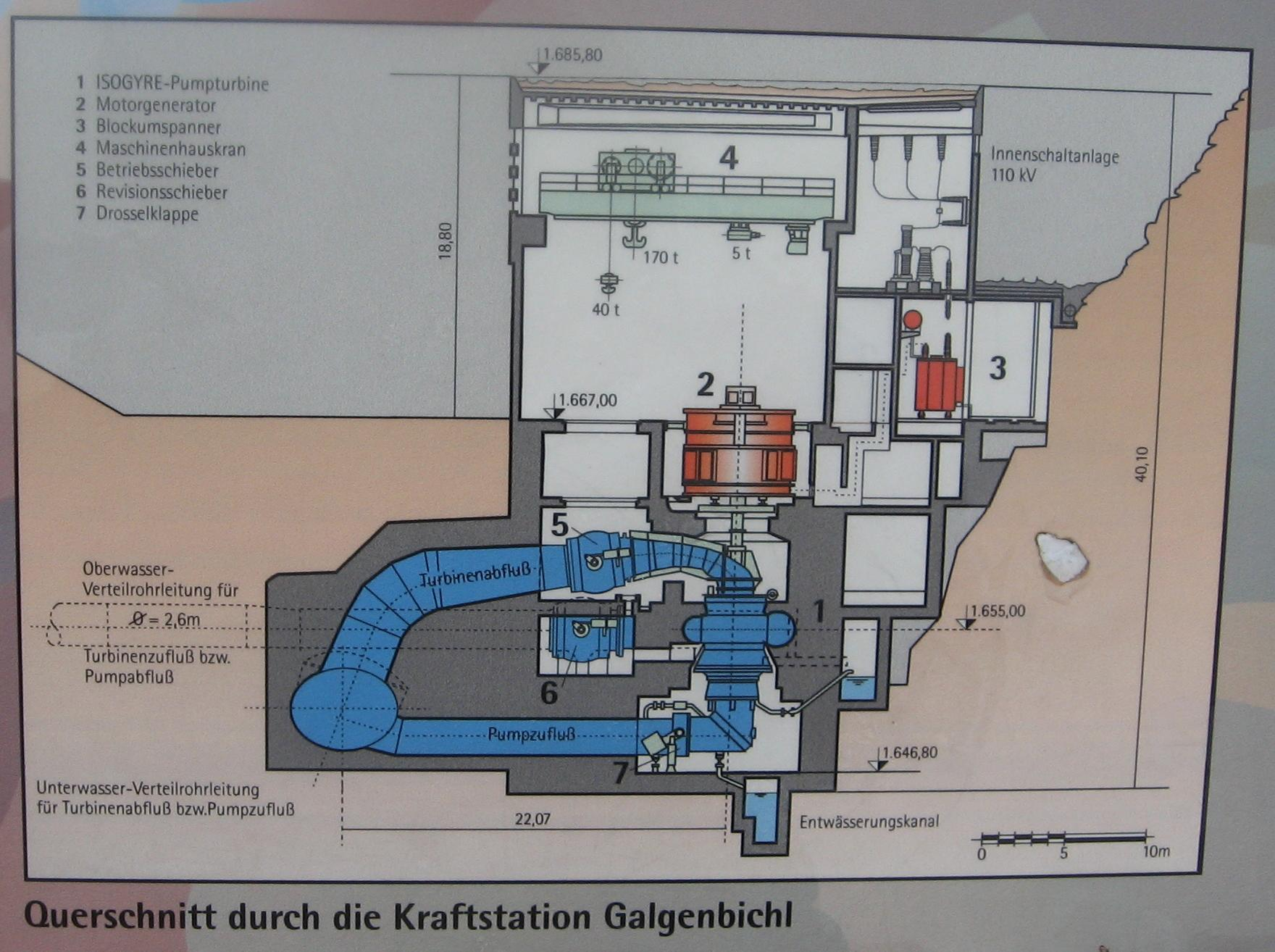
Querschnitt durch eine Isogyre-Pumpturbine in der Station Galgenbichl der Maltakraftwerke

Die Isogyre-Pumpturbine (aus griechische isos ‚gleich‘ und gyros ‚drehend‘) ist eine Sonderform der Francis-Turbine für den Einsatz als Pumpturbine in Pumpspeicherkraftwerken. Die selten verwendete Bauart wurde in den 1970er-Jahren von den Ateliers des Charmilles SA in Genf entwickelt. 

## Arbeitsweise
Sie enthält ein zweites Laufrad für den Pumpbetrieb Seite an Seite mit dem Turbinenlaufrad. Für den Wechsel zwischen Pump- und Turbinenbetrieb muss die Drehrichtung der Turbine nicht umgekehrt werden. Das speziell ausgebildete Spiralgehäuse leitet das Wasser im Turbinenbetrieb zu und im Pumpenbetrieb ab. Ob Pump- oder Turbinenbetrieb gefahren wird, hängt von der Stellung der drei Absperr-Schieber ab. Außerdem geben zwei vor den Leitschaufeln angeordnete ringförmige Schieber entweder den Austritt vom Pumpenrad zum Spiralgehäuse oder den Eintritt vom Spiralgehäuse zum Turbinenrad frei. Weil im Gegensatz zu den normalen Pumpturbinen zwischen den Betriebsarten Turbinieren und Pumpen die Drehrichtung nicht gewechselt werden muss, kann zwischen den beiden Betriebsarten sehr schnell hin- und hergeschaltet werden.

## Anwendung
Isogyre-Pumpturbinen sind in folgenden Kraftwerken eingesetzt:
- Kraftwerk Robiei der Maggia Kraftwerke in der Schweiz, horizontale Anordnung, Inbetriebnahme 1968, erste Industrielle Anwendung einer Isogyre-Pumpturbine[1]
- Kraftwerk Handeck 3 der Kraftwerke Oberhasli in der Schweiz, horizontale Anordnung, Inbetriebnahme 1976
- Kraftwerk Galgenbichl der Maltakraftwerke in Kärnten, vertikale Anordnung, Inbetriebnahme 1977/78
- Kraftwerk Nassfeld der Salzburg AG in Salzburg, vertikale Anordnung, Inbetriebnahme 1982(Tu)/1984(Pu)